# Функционально-стоимостный анализ
Функциона́льно-сто́имостный ана́лиз (функционально-стоимостной анализ, ФСА) — метод системного исследования функций объекта с целью поиска баланса между себестоимостью и полезностью. Начало методу положили наработки советского инженера Ю. М. Соболева (поэлементный экономический анализ, ПЭА) и американца Л. Д. Майлса (value analysis/value engineering, VA/VE). Термин «функционально-стоимостной анализ» введён в 1970 году Е. А. Грампом.
Используется как методология непрерывного совершенствования продукции, услуг, производственных технологий, организационных структур.

## История
Изначально существовали две школы ФСА: если в западных странах, а начиная с 1970-х годов также в СССР применялись идеи Лоуренса Д. Майлса, то в ряде стран Восточной Европы (ГДР) ФСА развивался под влиянием трудов Ю. М. Соболева.

### США
Во время Второй мировой войны перед компанией General Electric стояла задача находить замену некоторым дефицитным видам сырья. Проведённый впоследствии под руководством вице-президента компании по снабжению и транспорту Гарри Л. Эрлихера (Harry L. Erlicher) анализ данных о работе изделий показал, что замены, как правило, благоприятно влияли на стоимость изделий. В ряде случаев они приводили даже к получению «сверхэффекта» — улучшалось качество изделий, повышалась их надёжность. Это послужило толчком к проведению исследований по замене материалов на более дешёвые и получению от такой замены соответствующей прибыли.
В 1947 году в компании была создана группа специалистов под руководством инженера Л. Д. Майлса, которая приступила к созданию метода снижения издержек, основанного на изыскании более экономичных способов осуществления тех или иных функций изделий, и внедрению его в производство. Группа Майлса за 4 года проанализировала и изменила конструкции 230 изделий, в результате чего издержки на их изготовление сократились в среднем на 25 % без снижения качества. Первую работу, посвящённую новому методу, названному стоимостным анализом (value analysis), Майлс опубликовал в 1949 году — это была статья «Как снижать издержки с помощью стоимостного анализа». Первый публичный семинар по ФСА состоялся с 5 по 31 октября 1952 года в Скенектади (штат Нью-Йорк).
В 1954 году метод Майлса заимствовало правительственное Управление по кораблестроению, давшее ему название стоимостной инженерии (value engineering, VE) — в штате Управления не было аналитических единиц, и Майлс посоветовал возложить функции по применению ФСА на инженерный департамент. С тех пор термины VA/VE упоминаются в паре.
В 1959 году было создано Общество американских инженеров-специалистов по ФСА (Society of American Value Engineers, с 1996 года SAVE International), ставшее впоследствии международным. В 1975 году оно учредило премию имени Л. Майлса за создание и содействие в деле продвижения методов ФСА. К 1970 году ФСА использовали 25 % американских компаний.
С 1963 года усилиями министра обороны Роберта Макнамары требование о проведении ФСА для претендующих на получение госзаказа проектов появилось в тендерной документации Морского инженерного командования, а с 1965 года — в документации Инженерных войск. Постепенно упоминания о ФСА вошли в документы НАСА (1968 год), Администрации общих служб (1973 год), Счётной палаты (1974 год), Агентства защиты окружающей среды (1976 год), Офиса управления и бюджета (1993 год). В конце концов National Defense Authorization Act 1996 года сделал ФСА обязательным для всех правительственных агентств.

### СССР
В первые десятилетия существования СССР вопросам снижения себестоимости продукции уделялось большое внимание. Так, второй пятилетний план (1933—1937 годы) предусматривал снижение розничных цен на 25 %; по результатам пятилетки было достигнуто общее снижение себестоимости на 10,3 %. В ходе Великой Отечественной войны себестоимость всех видов советской военной продукции в 1944 году в среднем оказалась меньше по сравнению с 1940 годом на 50 %.
Ещё в 1930-е годы понятием «функциональной модели» пользовался авиаконструктор Р. Л. Бартини, однако первой теоретической работой по снижению себестоимости изделий стала книга Н. А. Бородачёва «Анализ качества и точности производства» (1946 год). Проведённый автором анализ одного из приборов позволил сократить число используемых деталей на 22 %. В 1948—1952 годах в советской печати был опубликован ряд работ о созданном инженером-конструктором Пермского телефонного завода Ю. М. Соболевым методе поэлементного экономического анализа конструкции. Будучи применён к отработке узла крепления микротелефона, метод ПЭА позволил добиться сокращения перечня применяемых деталей на 70 %, расхода материалов на 42 %, трудоёмкости на 69 %, и в конечном счёте себестоимости узла — в 1,7 раза. Однако широкого распространения в СССР методы Бартини, Бородачёва и Соболева не получили.
В 1969 году заведующему лабораторией исследования зарубежного опыта управления института «Информэлектро» Е. А. Грампу было поручено изучить опыт зарубежных предприятий по снижению затрат и повышению качества продукции. Благодаря его деятельности советская публика познакомилась с трудами Л. Д. Майлса. Также под руководством Е. А. Грампа на московском заводе ПО «Электролуч» состоялись первые эксперименты по применению ФСА. По результатам экспериментов в 1974 году в организациях ВПО «Союзэлектроаппарат» Министерства электротехнической промышленности СССР были учреждены подразделения ФСА. В 1976 году было принято решение о внедрении ФСА на всех предприятиях Минэлектротехпрома, координацию работы возложили на лабораторию ФСА «ВНИИстандартэлектро». ФСА стал применяться также на предприятиях Минлегпищемаша, Минэнергомаша и Минэлектронпрома.
В 1982 году ГКНТ СССР утвердил «Основные положения методики проведения функционально-стоимостного анализа». Положение о применении ФСА прозвучало в пункте 1.4 ГОСТ 15.001-88 «Система разработки и постановки продукции на производство. Продукция производственно-технического назначения». В ходе работы над методологией ФСА советские учёные расширили сферу его применения: объектом исследования стала не только конструкция изделий, но и технологические процессы, организация и управление производством, место в жизненном цикле изделия (работы А. Я. Кибанова, М. Г. Карпунина, Б. И. Майданчика, Н. К. Моисеевой, О. И. Чулкова).
В период 1986—1990 годов каждый рубль, затраченный на проведение ФСА в электротехнической отрасли, давал экономический эффект от 5 до 15 рублей. С начала 1990-х годов спрос на ФСА в стране значительно упал, многие специалисты уехали за рубеж (в Израиль, Канаду, США, Финляндию, Юж. Корею).

### Германия
В ФРГ метод ФСА стал применяться начиная с 1959 года — компаниями Opel, BMW, Siemens, Telefunken. В 1968 году Объединение немецких инженеров издало руководящие инструкции по использованию ФСА применительно к различным изделиям — VDI 2801 и VDI 2802. К этому моменту уже 51 % западно-германских фирм применяли метод в своей деятельности. В 1973 году был выпущен промышленный стандарт DIN 69910 «Функционально-стоимостный анализ. Понятия и методология». Стандарт рассматривает в качестве объекта ФСА не только промышленные изделия, но и процессы, системы, виды деятельности и т. д. С 1975 года такой же стандарт действует в Австрии.
В ГДР исследования в области ФСА начались также в 1950-е годы под влиянием советских публикаций о методе Ю. М. Соболева. В 1971 году там была выпущена инструкция по ФСА, а в 1973 году специальный стандарт. Электротехническая и электронная отрасли Восточной Германии применяли ФСА на 80 % предприятий, общее машиностроение на 60 %, лёгкая промышленность на 40 %, химическая на 25 %.

### Япония
В 1965 году было основано Общество японских инженеров-специалистов по ФСА (Society of Japanese Value Engineering, SJVE). Уже в 1970-е годы в Японии метод применялся в 10 раз чаще, чем в ФРГ. При производстве новых изделий японские фирмы используют ФСА в 80-90 % случаев, при совершенствовании и модернизации продукции — в 50-85 %.
В 1982 году SJVE учреждает премию Л. Д. Майлса («Miles-sho»), присуждаемую компаниям, которые добиваются больших успехов в удовлетворении потребителя благодаря эффективному использованию знаний и распространению идеологии ФСА. В дальнейшем среди компаний, которые уже неоднократно получали премию Майлса и продолжали широко использовать ФСА, стали проводиться конкурсы на лучшую компанию года. Победителю комитет по наградам при SJVE присуждает высшую премию Майлса («Miles-honsho»).

## Принципы метода
Суть метода — поэлементная отработка конструкции. Ю. М. Соболев предложил рассматривать каждый элемент конструкции в отдельности, разделив элементы по принципу функционирования на основные и вспомогательные. Из анализа становилось ясно, где «спрятаны» излишние затраты. Соболев применил свой метод на узле крепления микротелефона, и ему удалось сократить перечень применяемых деталей на 70 %.
Задачей ФСА является достижение наивысших потребительских свойств продукции при одновременном снижении всех видов производственных затрат. Классический ФСА имеет три англоязычных названия-синонима — Value Engineering, Value Management, Value Analysis. Не следует путать метод ФСА, как это имеет место у некоторых авторов, с методом ABC (Activity Based Costing).
Сегодня в экономически развитых странах практически каждое предприятие или компания используют методологию функционально-стоимостного анализа как практическую часть системы менеджмента качества, наиболее полно удовлетворяющую принципам стандартов серии ИСО 9000.
Основные идеи ФСА:
- Потребителя интересует не продукция как таковая, а польза, которую он получит от её использования.
- Потребитель стремится сократить свои затраты.
- Интересующие потребителя функции можно выполнить различными способами, а, следовательно, с различной эффективностью и затратами.
- Среди возможных альтернатив реализации функций существуют такие, в которых соотношение качества и цены является оптимальным для потребителя.

## Технология применения
ФСА, основываясь на выявлении всех функций исследуемого объекта и соотнесении их с его элементами (деталями, узлами, сборочными единицами), нацелен на минимизацию полной стоимости выполнения этих функций. Для этого необходимо знать функциональную структуру объекта, стоимость отдельных функций и их значимость.
Стоимость функций включает затраты на материалы, изготовление, сборку, транспортировку и последующие обслуживание и утилизацию и т. п. (этот круг определяется целями задачи и жизненным циклом). Эффективны действия, направленные на совмещение выполнения одной частью изделия нескольких функций и на максимальную реализацию принципа ИКР (функция выполняется, а её носителя нет). На практике это достигается, если стоимость нового объекта, совмещающего ряд функций, будет меньше суммарной стоимости нескольких объектов, выполнявших эти функции по отдельности. Стоит отметить, что важнее искать ненужные и неэффективно работающие части изделия и отказываться от них, а не снижать их стоимость.
Для проведения анализа необходимо знание не только стоимости функций, выполняемых исследуемым изделием, но и стоимость выполнения аналогичных функций другими доступными деталями или узлами. Возможно назначение стоимости в виде сравнительных оценок — отталкиваться от стоимости исходной функции, принимаемой за единицу.
В первую очередь минимизируют стоимость выполнения главных функций. При этом качество функционирования изделия стремятся сохранить на прежнем уровне. Однако не следует упускать из внимания и вспомогательные функции, часто решающим образом определяющие спрос на выпускаемое изделие (например, внешняя привлекательность, удобство эксплуатации и т. п.). Это указывает на важность знания не только стоимости каждой функции, но и её ценности (значимости).
На стоимость функции влияют:
- стоимость реализации принципа действия: энергетические затраты, доступность и стоимость материалов, последствия от побочных эффектов и т. д.;
- структурные признаки: простота (технологичность) форм деталей, их взаимное расположение и количество (разнообразие) и т. д.;
- параметрические характеристики: материалоемкость деталей, их размеры и качество поверхностей, точность изготовления и сборки и т. д.

Следует помнить, решение задачи методом ФСА конкретно и зависит от условий производства и применения исследуемого изделия. Например, на стоимость изделия влияют отличия в цене на электроэнергию в разных районах, имеющееся на данном заводе оборудование.
ФСА можно вести бессистемно с целью решения какой-то частной задачи. Например, рассматривается шероховатость некоторой поверхности. Почему здесь нужно такое качество поверхности? Нельзя ли его понизить (а, следовательно, заменить, допустим, шлифование точением) и что для этого нужно сделать или изменить?
Эффективное проведение ФСА включает выполнение следующих этапов:
1. Планирование и подготовка: уточняется объект и цели (минимизация стоимости или повышение качества выполнения функции при сохранении прежней стоимости), формируется рабочая группа.
2. Информационный: сбор сведений по условиям применения и изготовления изделия, требованиям к его качеству, возможным проектным решениям, недостаткам.
3. Аналитический: составление функциональной структуры, определение стоимости и ценности отдельных функций, выбор направления работы.
4. Поисковый: улучшение решения на основе привлечения эвристических, математических и экспериментальных методов, выбор лучших вариантов.
5. Рекомендательный: оформление протоколов и рекомендаций по реализации предложений.

В процессе работ по созданию теории решения изобретательских задач, в ФСА был введен последовательный ряд специфических процедур, направленных как на более полное и глубокое изучение взаимосвязей между объектами и операциями в технической системе (ТС) или технологическом процессе, так и на сужение поля поиска элементов, изменение которых даст наибольший технико-экономический эффект. Существенно новым этапом, введенным в методику в период её широкого апробирования, стал учёт и минимизация факторов расплаты, связанных с «улучшаемой» ТС социально-технических системах.

## Сравнение с другими методами
ФСА широко применяется для повышения конкурентоспособности выпускаемых изделий, «вылизывания конструкций», то есть такого снижения стоимости изделия и улучшения его конструкции, чтобы не допустить (сделать экономически нецелесообразным) выпуск подобного по функциям и их качеству изделия конкурирующими фирмами. Так, в Японии 100 % экспортируемых промышленных изделий подвергается ФСА.
Обычно на несовершенство конструкции и неосознанное применение ФСА указывают подаваемые в процессе выпуска продукции рацпредложения.